# Athéna Promachos
Athéna Promachos est la forme combattante d'Athéna. Ce qualificatif signifie « qui combat en avant ». C'est la forme agressive de Athéna Areia, la divinité guerrière. Elle déteste le meurtre, l'incendie et le pillage et elle se doit de montrer l'exemple lors des combats, elle est donc en première ligne et ses guerriers la suivent dans l'action. Elle combat aux côtés de ceux qui veulent rester libres. Athéna Promachos est déterminée, énergique et indomptable. C'est la terreur des armées adverses, mais elle respecte son ennemi.
Athéna Promachos la Combattante précède Athéna Nikè la Victorieuse.

## Origine
Pendant la période byzantine, en Grèce antique les Promachoi (en) étaient les hommes qui se battaient au premier rang de la phalange. Ce mot fait référence à la première ligne de bataille.
La première utilisation de l'épiclèse Promachos est enregistrée dans l'Iliade d'Homère.

## L'Athéna Promachos de l'Acropole
La statue d'Athéna Promachos est une statue de base carrée de 5.25 m placée sur l'acropole d'Athènes. Œuvre de Phidias datant du milieu du Ve siècle av. J.-C., elle était en bronze et représentait la déesse Athéna.

## Sources et Bibliographie
- Charles Hadaczek, « L'Athéna Promachos », Revue des Études Grecques, vol. 26, no 116,‎ 1913, p. 20-25 (lire en ligne)
- Philo-Lettres de Michèle Tillard
- Educalinguo - Promachos